# رون هارفي
رون هارفي (بالإنجليزية: Ron Harvey)‏ هو لاعب كرة قدم أسترالية أسترالي، ولد في 11 نوفمبر 1935، وتوفي في 25 أكتوبر 1991.

## وصلات خارجية
- رون هارفي على موقع AustralianFootball.com (الإنجليزية)
- رون هارفي على موقع AFLtables.com (الإنجليزية)